# Himachalia lahoulicola
Himachalia lahoulicola là một loài bướm đêm trong họ Noctuidae.